# Murder, My Sweet
Murder, My Sweet é um filme estadunidense de 1944 do gênero policial em estilo de filme noir, dirigido por Edward Dmytryk. O roteiro de John Paxton baseia-se na obra de Raymond Chandler denominada Farewell, My Lovely, uma aventura do célebre detetive particular Philip Marlowe que a narra em primeira pessoa. O título no Brasil e também o nome com o qual o filme foi lançado no Reino Unido, seguem o original. Nos Estados Unidos, porém, houve a mudança por pressão dos produtores, temerosos de que confundissem o filme com uma comédia ou musical (Dick Powell, que protagoniza o filme, na época era mais conhecido por atuar nesses gêneros cinematográficos).
Murder, My Sweet é considerado uma das melhores adaptações para o cinema das história policiais do escritor Raymond Chandler e um dos precursores do estilo cinematográfico conhecido por "noir".
Em 1975 foi feito um remake do filme, preservando-se o título original Farewell, My Lovely (ao contrário do que ocorreu no Brasil, lançado com o nome de "O último dos valentões").

## Elenco
- Dick Powell...Philip Marlowe
- Claire Trevor...Helen Grayle/Velma
- Anne Shirley...Ann Grayle
- Otto Kruger...Jules Amthor
- Mike Mazurki...Moose Malloy
- Miles Mander...Senhor Grayle
- Douglas Walton...Lindsay Marriott
- Donald Douglas...Tenente Randall
- Ralf Harolde...Dr. Sonderborg
- Esther Howard...Jessie Florian

## Sinopse

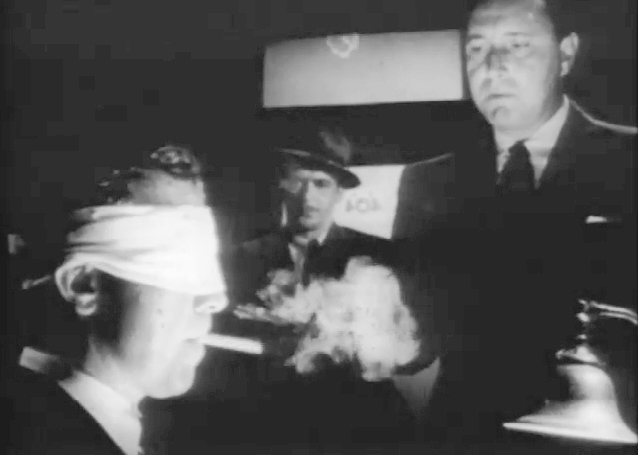
Cena de abertura

O detetive particular Philip Marlowe está precisando de dinheiro e acaba aceitando trabalhar em um caso para o gigantesco e pouco inteligente gângster Moose Malloy, recém-saído da prisão. Malloy está atrás de Velma, uma antiga namorada de quem não tivera notícias por seis anos. Marlowe encontra o endereço da viúva alcoólica do ex-patrão da moça desaparecida e consegue uma foto de Velma. Contudo, quando retorna ao escritório no dia seguinte, o almofadinha Marriott aparece lhe propondo um serviço de guarda-costas, em um caso de roubo de uma jóia. Marlowe terá que proteger Marriott enquanto este vai a um lugar ermo entregar o dinheiro aos ladrões, que então deverão lhe devolver a jóia roubada. As coisas se complicam e o cliente de Marlowe é morto enquanto o detetive recebe um golpe e fica inconsciente. Recuperando-se e retornando uma vez mais ao escritório, Marlowe desta vez encontra uma mulher esperando por ele. Ela se diz repórter, mas o detetive logo descobre que é mentira. A moça então lhe confessa ser Ann Grayle, filha do proprietário da jóia roubada, um homem idoso casado com uma provocante loira. Marlowe vai conhecer a família da moça e logo percebe que todas essas pessoas estão ligadas ao seu caso original e que localizar a jóia é a chave de todo o mistério.